# K. Eric Drexler

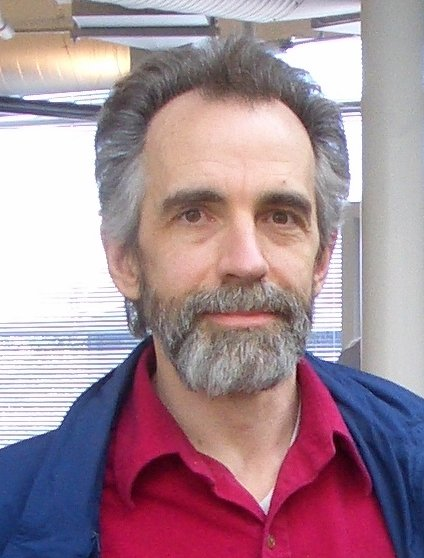
Eric Drexler

Kim Eric Drexler (Oakland (Califórnia), 25 de abril de 1955) é um cientista, engenheiro e nanotecnólogo estado-unidense. Foi aluno do Massachusetts Institute of Technology, onde obteve o título de primeiro PhD em nanotecnologia do mundo em 1991.
Em seus estudos e pesquisas na área de biologia molecular, bioquímica, ciência da computação e de projetos tecnológicos e nanotecnológicos, escreveu seu primeiro artigo cientifico em 1981 sobre a possibilidade de reproduzir mecanicamente a atividade biológica celular, ou engenharia molecular, na revista "Proceedings of the National Academy of Sciences".
Em 1986 escreve o seu primeiro livro "Engines of Creation" ("Máquinas da Criação", numa tradução livre) onde introduz o termo "nanotecnologia" (derivado de nano, a bilionésima parte do metro) para expressar a nova tecnologia em que máquinas de tamanho nanométrico manipulariam os átomos. Desde então, o significado da palavra passou a ser usado para abranger tipos mais simples de nanotecnologia. Especialista em tecnologias emergentes e suas conseqüências para o futuro, Eric Drexler apresentou a suas teorias ao subcomitê de Ciência, Tecnologia e Espaço do Senado dos Estados Unidos em 1992. No mesmo ano publicou o livro de 550 páginas sobre sistema de produção molecular intitulado "Nanosystems: Molecular Machinery, Manufacturing, and Computation".

## Eric Drexler popularizou o conceito e o termo "nanotecnologia"
Alguns consideram que a palestra que físico Richard Feynman fez em 1959 na reunião anual da "Sociedade Americana de Física" no "California Institute of Technology" (Caltech) foi a primeira explanação técnica da nanotecnologia, mas Drexler definiu as possibilidades com maior abrangência e definição de detalhes em suas obras. Compreendeu as implicações da nanotecnologia e buscou informar o público sobre seus desafios.  A princípio, com  tecnologias que ameaçavam a ordem científica estabelecida, suas idéias encontraram resistências, mas a credibilidade de seu trabalho se fortaleceu e seu livro "Nanosystems" de 1992 ganhou o prêmio de melhor livro de informática do ano.
Atualmente governos de diferentes países têm investindo em programas de pesquisa e de desenvolvimento em nanociências e nanotecnologias, criando grandes e importantes centros de pesquisa no setor, como, por exemplo, o "Foresight Institute" dirigido pelo professor K. Eric Drexler.
As idéias propostas por Drexler estão mudando rapidamente os métodos de produção nas indústrias em todo o mundo. Os nanomateriais já integram a lista de materiais fabricados e aplicados nas mais diversas áreas. Os produtos que usam nanotecnologia estão batendo o mercado e o crescimento estimado na indústria relacionada vai além das expectativas.